# Peromyia latebrosa
Peromyia latebrosa är en tvåvingeart som beskrevs av Jaschhof 2004. Peromyia latebrosa ingår i släktet Peromyia och familjen gallmyggor. Inga underarter finns listade i Catalogue of Life.